# OGLE-2005-BLG-071L
OGLE-2005-BLG-071Lは、さそり座の方向約10,000光年の位置にある、銀河バルジの恒星である。太陽のおよそ46%の質量を持つ赤色矮星であると考えられている。

## 惑星系
2005年3月17日に、OGLE-IIIプロジェクトで観測された重力マイクロレンズ現象の光度変化を分析することで、太陽系外惑星OGLE-2005-BLG-071L bが発見された。この惑星は、重力マイクロレンズを利用して発見された2番目の惑星である。
| 名称 （恒星に近い順） | 質量         | 軌道長半径 （天文単位） | 公転周期 (日) | 軌道離心率 | 軌道傾斜角 | 半径      |
| --------------------- | ------------ | ----------------------- | ------------- | ---------- | ---------- | --------- |
| b                     | 3.8 ± 0.4 MJ | 3.6 ± 0.2               | 3,600         | —          | —          | 1.5184 RJ |